# Ernesto Valverde
Ernesto Valverde Tejedor (Viandar de la Vera, 9 februari 1964) is een Spaans voormalig profvoetballer en huidig voetbaltrainer van Athletic Bilbao.

## Loopbaan als speler

### Clubvoetbal
Valverde speelde als aanvaller. Hij speelde voor achtereenvolgens Deportivo Alavés (1983-1985), Sestao River Club (1985-1986), RCD Espanyol (1986-1988), FC Barcelona (1988-1990), Athletic Bilbao (1990-1996) en RCD Mallorca (1996-1997). Met FC Barcelona won Valverde de Copa del Rey en de Europacup II.

### Nationaal elftal
Valverde speelde zijn enige interland voor het Spaans nationaal elftal op 10 oktober 1990 tegen IJsland in Sevilla (2–1 winst).

## Loopbaan als trainer
Nadat Valverde zijn loopbaan als profvoetballer had beëindigd, werd hij in 1997 trainer in de jeugdopleiding van Athletic Bilbao. Van 2003 tot 2005 was Valverde trainer van het eerste elftal van de Baskische club. In 2006 werd hij aangesteld als trainer van RCD Espanyol. In zijn eerste seizoen behaalde Valverde met het team de finale van de UEFA Cup, waarin na strafschoppen werd verloren van Sevilla FC. In het seizoen 2008/09 was hij trainer van Olympiakos Piraeus. In Griekenland werd hij kampioen, maar zijn contract werd niet verlengd vanwege financiële problemen. In 2009 werd Valverde coach van Villarreal, waar hij de opvolger werd van Manuel Pellegrini. Een jaar later keerde hij terug naar Olympiakos, waar hij in de zomer van 2012 vertrok om persoonlijke redenen. In december 2012 volgde echter een nieuwe aanstelling, ditmaal als trainer van het Spaanse Valencia. Na Valencia keerde Valverde weer terug op zijn oude nest, Athletic Bilbao.

### FC Barcelona
Op 29 mei 2017 werd hij aangesteld als trainer bij FC Barcelona, als opvolger van Luis Enrique. In de zomer van 2017 kreeg Valverde al gelijk een tegenslag toen Neymar verkaste naar Paris Saint-Germain. Op zijn plaats haalde hij Ousmane Dembélé en Paulinho naar Camp Nou. De Spanjaard kreeg als eerste taak om de Supercopa te winnen van rivaal Real Madrid. Dat mislukte: de thuiswedstrijd werd met 3-1 verloren en de terugwedstrijd eindigde in een 2-0 winst voor de Madrilenen. In de winterstop was FC Barcelona in de competitie nog ongeslagen en stond men op kop in de Primera División met minimaal 9 punten voorsprong op de concurrentie. Ook had Barcelona zich gekwalificeerd voor de knock-outfase van de Champions League en kwalificeerde ze zich voor de halve finale van de Copa del Rey. In Europa speelde FC Barcelona de 1/8 finale tegen Chelsea FC. Over 2 wedstrijden won de Spaanse club met 4-1. Diezelfde stand stond er na 1 wedstrijd in de kwartfinale tegen AS Roma. Maar in de tweede wedstrijd in Rome gebeurde iets wat niemand had verwacht: de Romeinen wonnen met 3-0 en Barca was uitgeschakeld. Dat was de derde keer op rij dat de club uit Catalonië uitgeschakeld werd in de kwartfinale van het miljoenenbal. Ze wonnen dat seizoen wel de dubbel. Met nog 4 wedstrijden te staan was FC Barcelona al kampioen en alleen de voor na laatste wedstrijd in de competitie hield ze tegen om dat ongeslagen te doen. En door op 21 april 2018 met 5-0 van Sevilla te winnen, wonnen ze ook de Spaanse beker. In het seizoen daarop moest Ernesto Valverde het doen zonder Andres Iniesta, die vertrok naar het Japanse Vissel Kobe. De eerste prijs van het seizoen werd gewonnen. De Supercopa werd met 2-1 gewonnen van Sevilla. Op 13 januari 2020 werd Valverde ontslagen als trainer bij FC Barcelona na een reeks teleurstellende resultaten. Hij werd opgevolgd door Quique Setién.

## Erelijst
Als speler
| Europacup II | 1x | 1988/89 |
| Copa del Rey | 1x | 1989/90 |

Als trainer
| Competitie            |            |                           |            |            |
| Competitie            | Aantal     | Jaren                     |            |            |
| Olympiakos            | Olympiakos | Olympiakos                | Olympiakos | Olympiakos |
| --------------------- | ---------- | ------------------------- | ---------- | ---------- |
| Super League          | 3x         | 2008/09, 2010/11, 2011/12 |            |            |
| Beker van Griekenland | 2x         | 2008/09, 2011/12          |            |            |
| Athletic Bilbao       |            |                           |            |            |
| Supercopa de España   | 2x         | 2015 2021                 |            |            |
| Copa del Rey          | 1x         | 2023/24                   |            |            |
| FC Barcelona          |            |                           |            |            |
| Primera División      | 2x         | 2017/18, 2018/19          |            |            |
| Copa del Rey          | 1x         | 2017/18                   |            |            |
| Supercopa de España   | 1x         | 2018                      |            |            |